# Pseudapis bispinosa
Pseudapis bispinosa är en biart som först beskrevs av Gaspard Auguste Brullé 1832.  Pseudapis bispinosa ingår i släktet Pseudapis och familjen vägbin. Inga underarter finns listade i Catalogue of Life.